# Gjerstad

Aust-Agder megye elhelyezkedése Norvégiában.

Gjerstad község elhelyezkedése Aust-Agder megyében.

Gjerstad község címere.

Gjerstad város és község (norvégül kommune) Norvégia déli Sørlandet földrajzi régiójában, Aust-Agder megyében.
A község közigazgatási központja Gjerstad város.
Gjerstad község területe 322 km², népessége 2519 fő (2008. január 1-jén).
Gjerstad község 1838. január 1-jén alakult (lásd: formannskapsdistrikt).

## Neve
A község (eredetileg az egyházközség) nevét Gjerstad birtokról (óészakiul  Geirreksstaðir) kapta, ahol a környék első temploma épült. A szó előtagja a Geirrekr férfinév genitivus alakja, staðir jelentése „farm”.
A város korábbi neve Visedal.

## Címere
Címerét 1986-ban kapta. Három kést ábrázol, hiszen Gjerstad az itt kézileg gyártott késekről ismert. (Lásd még Vestre Toten címerét.)

## Földrajza
A község számos jégformálta természeti formával rendelkezik: van egy U alakú völgye és gleccsertavai.
Északi szomszédai a Telemark megyei Nissedal és Drangedal községek, keleten a szintén telemarki Kragerø, délen, illetve délnyugaton az aust-agderi Risør és Vegårshei.

## Története, gazdasága
Gjerstad a kőkortól kezdve lakott. Hagyományosan fontos gazdasági ága a mezőgazdaság és a fakitermelés. A faúsztatást segítendő vizein számos gátat építettek. Fontos üzeme volt a ma már nem működő Eikeland Vasmű.

## Híres gjerstadiak
- A gjerstadi parókián nevelkedett Niels Henrik Abel matematikus (1802. - 1829.)[2]